# Hans-Joachim Ressel
Hans-Joachim Ressel (* 21. November 1943 in Berlin) ist ein österreichischer Politiker (SPÖ) im Ruhestand. Ressel war Abgeordneter zum Nationalrat und Landesrat in der Steiermärkischen Landesregierung. 

## Ausbildung und Beruf
Ressel wechselte nach der Volksschule an eine Hauptschule und besuchte im Anschluss eine dreijährige Hauptschule. Er war im Anschluss als  Techniker bei der Leykam-Mürztaler Papier- und Zellstoff AG beschäftigt und absolvierte von 1961 bis 1966 nebenberuflich die Höhere Technische Bundeslehr- und Versuchsanstalt in Graz. Nach dem Abschluss der Matura studierte Ressel zudem von 1967 bis 1972 Betriebswirtschaftslehre an der Universität Graz.

## Politik
Ressel engagierte sich in seinem Betrieb als Arbeitnehmervertreter und wurde 1972 zum Betriebsratsobmann für Angestellte gewählt. Ab 1976 war er Zentralbetriebsratsobmann-Stellvertreter der Leykam Mürztaler Papier- und Zellstoff AG. Er war zudem Geschäftsführender Vorsitzender des ÖGB Steiermark und wurde am 23. Jänner 1979 als Abgeordneter zum Nationalrat angelobt, dem er bis zum 18. Oktober 1991 angehörte. Bereits 1987 hatte Ressel die Funktion des Bezirksparteivorsitzenden der SPÖ Graz-Umgebung übernommen. Am 18. Oktober 1991 wurde Ressel zum Landesrat der Steiermärkischen Landesregierung gewählt. Er übernahm in der Folge die Ressorts Finanzen, Verkehr und Tourismus und schied nach der Wahlniederlage der SPÖ bei der Landtagswahl in der Steiermark 2000 mit dem 7. November 2000 aus dem Landtag aus, nachdem die ÖVP Anspruch auf den Posten des Finanzlandesrates erhoben hatte. Ressel wechselte in der Folge in den Vorstand des Grazer Leykam-Konzerns. Nach dem Rückzug des steirischen SPÖ-Chefs Peter Schachner-Blazizek kündigte Ressel im Dezember 2001 an, bei der Neuwahl des Landesparteiobmanns an einer Kampfabstimmung anzutreten, verzichtete jedoch in der Folge zu Gunsten des Quereinsteigers Franz Voves.